# Madonna met kind tussen de heiligen Antonius van Padua en Rochus
De Madonna met kind tussen de heiligen Antonius van Padua en Rochus (Italiaans: Madonna col Bambino tra i santi Antonio da Padova e Rocco) is een schilderij dat in het algemeen aan Titiaan wordt toegeschreven. Het werd rond 1510 gemaakt. Het werk maakt sinds 1839 deel uit van de collectie van de Museo del Prado in Madrid.

## Herkomst
De exacte datum waarop het schilderij is gemaakt is onbekend, maar in ieder geval vóór 1511. In dat jaar heeft Domenico Mancini de figuur van Maria gedeeltelijk gekopieerd. Titiaan moet het werk gemaakt hebben in de periode dat hij in Venetië nauw samenwerkte met Giorgione. In deze tijd werden Venetië en Padua getroffen door een pestepidemie, wat de aanwezigheid van de pestheilige Rochus zou verklaren. 
Hoewel er geen schriftelijk bewijs voor bestaat, wordt aangenomen dat het schilderij een geschenk is van de hertog van Medina de las Torres uit Napels aan Filips IV. Het werk duikt op in een beschrijving uit 1657 van het Escorial door Francisco de los Santos. Aan het einde van de zeventiende eeuw schildert Claudio Coello de sacristie van het Escorial op zijn werk La sagrada forma. Titiaans schilderij is op de achtermuur te herkennen. Het schilderij blijft tot 1839 in het Escorial, waarna het verhuist naar het Prado. 

## Voorstelling
De Maagd Maria houdt Jezus vast die op haar schoot staat. Rechts van hen staat de heilige Antonius van Padua en links de heilige Rochus. Op de grond liggen een boek en een lelie, de attributen van Antonius. Rochus heeft zijn been op een steen geplaatst om zijn pestwond te laten zien. Het schilderij is een voorbeeld van een sacra conversazione, hoewel de hoofdrolspelers nauwelijks contact maken. Zowel Maria als Antonius zijn in gedachten verzonken. Achter Maria hangt een breed gordijn waarop een doek met gouden borduurwerk is aangebracht. Dit versterkt de verticaliteit van de personages in het schilderij en biedt evenwicht aan de horizontale marmeren trede op de voorgrond. Een zacht, uniform licht geeft de compositie een gevoel van rust en kalmte.
De kleuren werden direct aangebracht, zonder voorafgaande tekening, een techniek die Titiaan van Giorgione leerde en de reden waarom het schilderij een tijdlang aan laatstgenoemde werd toegeschreven. Het schilderij kan gezien worden als een vereenvoudigde versie van het altaarstuk dat Giorgione rond 1505 voor de kerk van Castelfranco maakte. Het landschap op de achtergrond, het gordijn achter Maria en haar gezichtsuitdrukking ontleende Titiaan aan het werk van zijn collega. Ook Bellini (het altaarstuk van San Zaccaria) en antiek beeld van Apollo beïnvloedden Titiaan. 
Het schilderij is onvoltooid gebleven. Titiaan heeft Rochus en Jezus afgemaakt, terwijl hij bij het landschap niet verder dan een schets gekomen is.

## Afbeeldingen

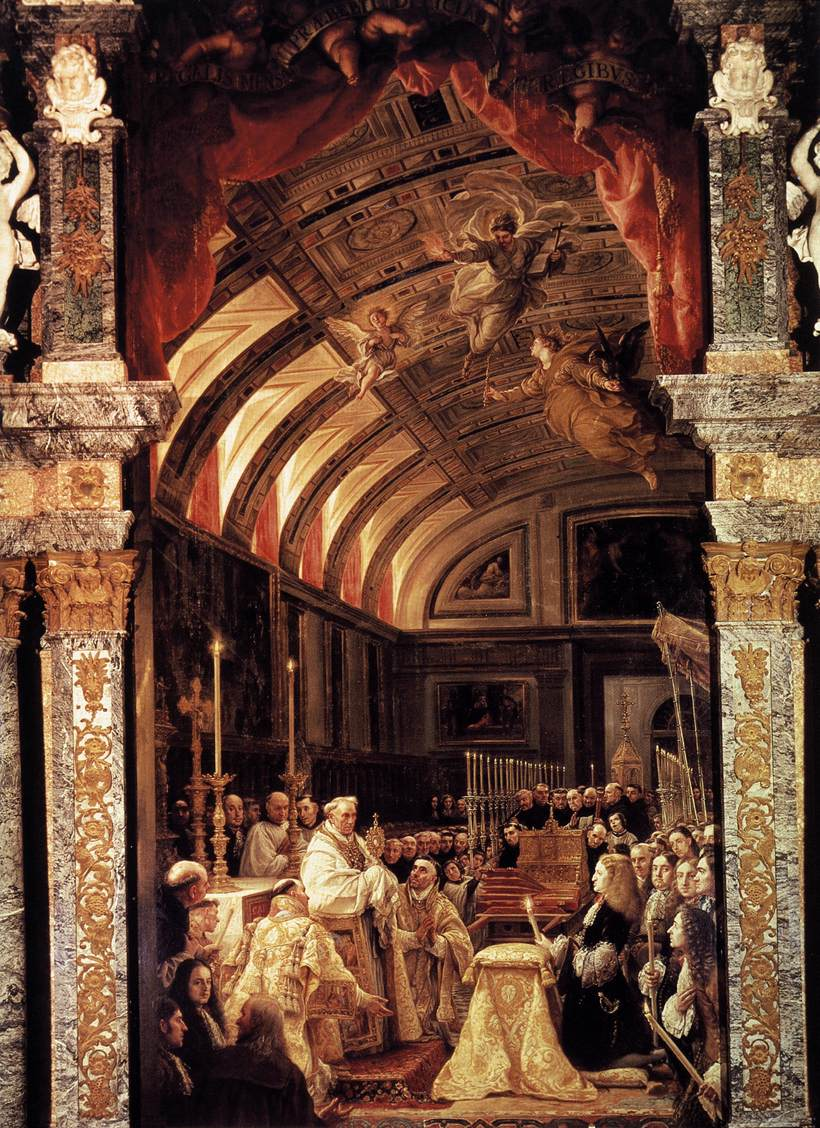
La Sagrada Forma - Claudio Coello
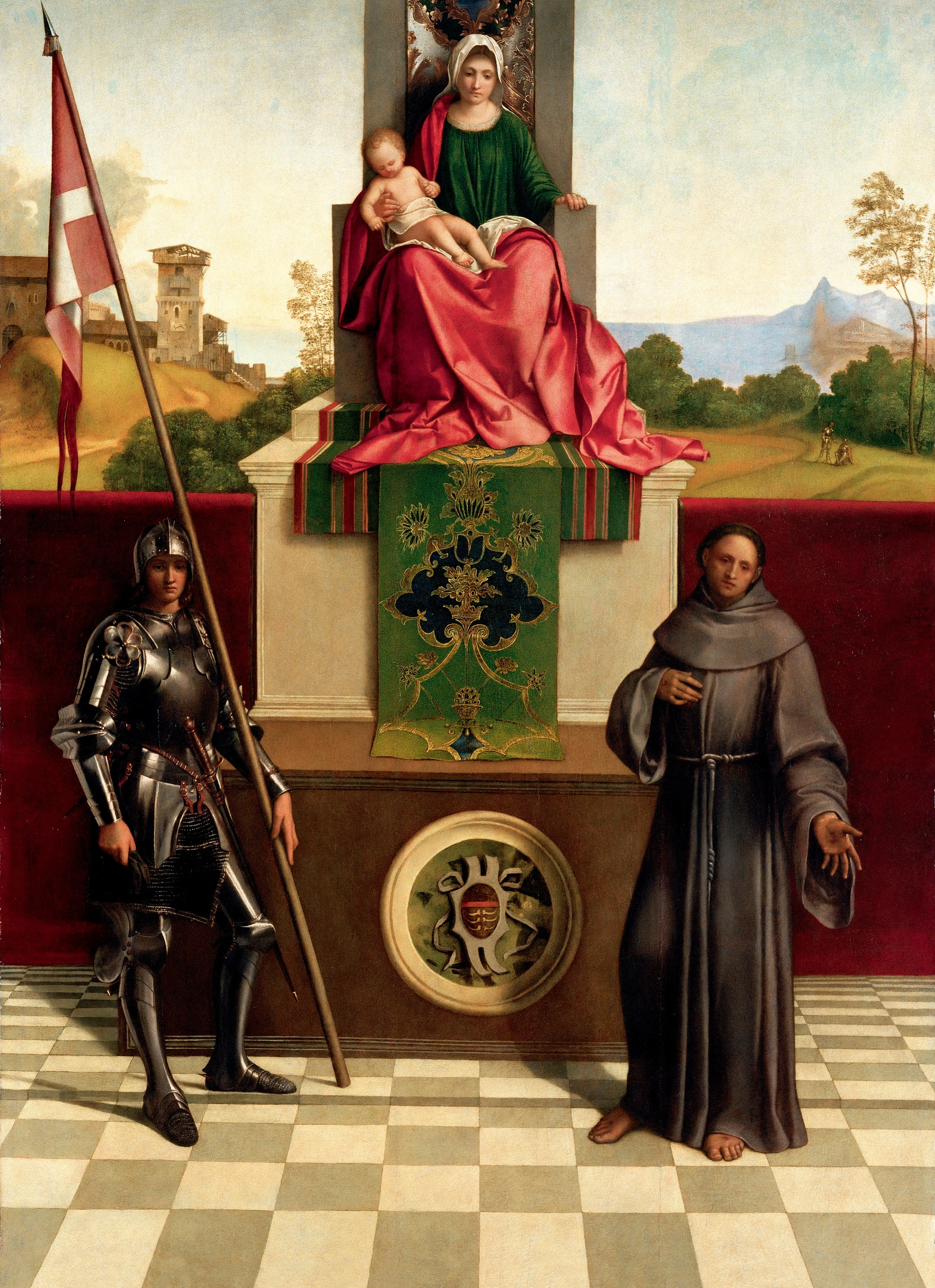
Altaarstuk van Castelfranco - Giorgione
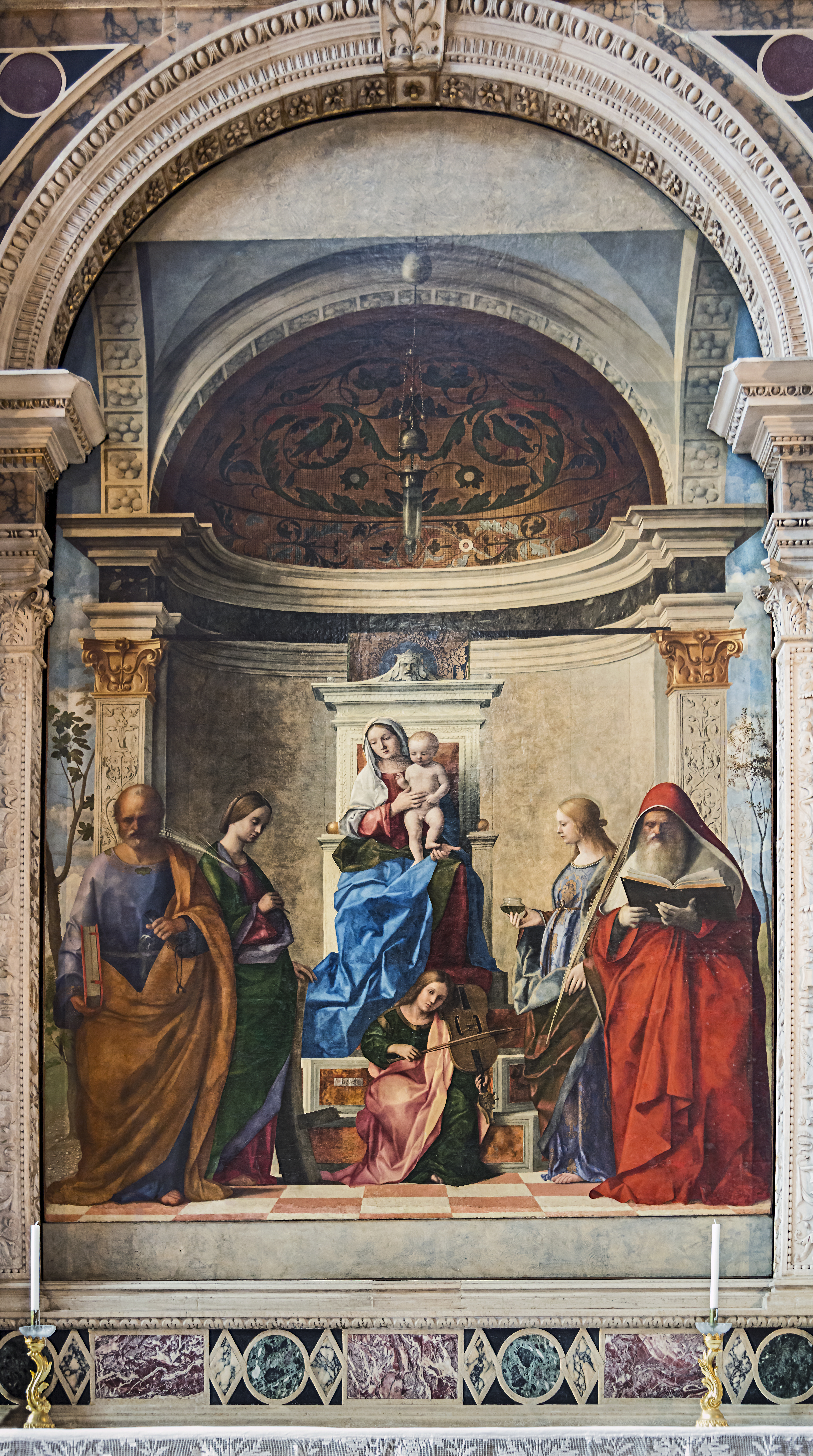
Altaarstuk van San Zaccaria - Giovanni Bellini